# Васяхйоган
Васях'йоган — річка в Шуришкарському районі Ямало-Ненецького АО Росії. Гирло розташоване біля села Восяхово, за 62 км по лівому березі річки Гірська Об. Довжина річки 36 км, за 9 км від гирла, по лівому березі річки впадає річка Грубею. До впадіння Грубею річка називається Хар'йоган.